# Tim Kang
Yila Timothy Kang (ur. 16 marca 1973 w San Francisco) – amerykański aktor telewizyjny i filmowy pochodzenia koreańskiego.

## Życiorys
Ukończył studia licencjackie na Uniwersytecie Kalifornijskim w Berkeley i studia magisterskie w Instytucie Sztuki na Uniwersytecie Harvarda. Uczył się również aktorstwa w Rosji, w moskiewskiej szkole teatralnej. Ma dwóch młodszych braci. 
Rozpoczął swoją karierę aktorską w wieku 26 lat. Wystąpił m.in. w takich produkcjach jak Rambo 4, The Office, Chappelle's Show czy Detektyw Monk. Stał się najbardziej znany z roli w serialu Mentalista, gdzie grał agenta specjalnego – Kimballa Cho. 
7 listopada 2009 urodziła mu się córka, Bianca. Kang współpracuje z Narodowym Centrum ds. Dzieci Zaginionych i Wykorzystywanych (National Center for Missing & Exploited Children).

## Filmografia

### Filmy
| Rok  | Tytuł filmu             | Rola                      |
| ---- | ----------------------- | ------------------------- |
| 2002 | Dwa tygodnie na miłość  | Paul, prawnik             |
| 2003 | Flight Safety           | Frank                     |
| 2003 | Robot Stories           | Młody John                |
| 2003 | Justice                 | Bodega Owner              |
| 2004 | Życie, którego nie było | Agent specjalny Alec Wong |
| 2006 | Spectropia              | Klient                    |
| 2006 | What Remains            | Ender                     |
| 2008 | John Rambo              | En-Joo                    |
| 2009 | Mr. Sadman              | Agent Wang                |
| 2010 | Mister Green            | Mason Park                |

### Seriale
| Rok       | Tytuł serialu                       | Rola                      |
| --------- | ----------------------------------- | ------------------------- |
| 1997–2007 | Rodzina Soprano                     | Dr Harrison Wong          |
| 1997–2007 | Brygada ratunkowa                   | Detektyw Kent Yoshihara   |
| 2001      | Prawo i porządek: Zbrodniczy zamiar | Murakami                  |
| 2002–2009 | Detektyw Monk                       | Pan Brenneman             |
| 2005      | Prawo i bezprawie                   | Dr Liam Kelly             |
| 2005      | Biuro                               | Koh                       |
| 2005      | Zaklinacz dusz                      | Warren Chen               |
| 2006–2009 | Jednostka                           | Kapelan                   |
| 2008–2015 | Mentalista                          | Agent Cho                 |
| 2015      | Zabójcze umysły                     | Charlie Senarak           |
| 2017      | American Horror Story: Kult         | Tom Chang                 |
| 2018      | Zabójcza broń                       | Mike Serrano              |
| 2018      | Madam Secretary                     | Neal Shin                 |
| 2018      | Cloak & Dagger                      | Ivan Hess                 |
| 2018-2024 | Magnum: Detektyw z Hawajów          | detektyw Gordon Katsumoto |